# Hyperolius houyi
Espèce
Statut de conservation UICN

 DD  : Données insuffisantes
Hyperolius houyi est une espèce d'amphibiens de la famille des Hyperoliidae.

## Répartition
Cette espèce est endémique de Tanzanie. Elle n'est connue que de la localité type, "Ussagara, Neu Kamerun [Chad]", bien que Ussagara se trouve en Tanzanie dans les monts Nguru,.

## Étymologie
Cette espèce est nommée en l'honneur de Reinhard Houy.

## Publication originale
- Ahl, 1931 : Amphibia, Anura III, Polypedatidae. Das Tierreich, vol. 55, p. 477.